# 成伯缺
士缺（?—?），中国西周政治人物，士氏。其曾祖父杜伯被周宣王杀死，祖父隰叔逃到晋国，作为晋国的士师，即晋国的司法官。父亲士蒍是晋献公的司空，他继续担任晋国的司空。他的儿子士会是晋国的重臣，成为范氏的始祖。
| 前任： 士蒍 | 晋国士氏 前7世纪中期 | 繼任： 士会 |